# Dante Di Loreto
Dante Di Loreto là một nhà biên kịch và nhà sản xuất người Mỹ, hay còn được biết đến là giám đốc sản xuất của bộ phim truyền hình của hãng 20th Century Fox, Glee.

## Sự nghiệp
Trước khi anh cùng Ryan Murphy và Brad Falchuk sáng lập ra Glee, Di Loreto cũng sản xuất vài chương trình truyền hình và một vài bộ phim điện ảnh đáng chú ý. Anh đã nằm trong đội sản xuất của phim Pretty/Handsome, My Louisiana Sky, Temple Grandin và Die, Mommie, Die!, bộ phim giúp anh nhận được giải thưởng Sundance Film Festival’s Special Jury Prize.
Di Loreto sau đó cũng đã trở thành Chủ tịch Sản xuất của hãng Ryan Murphy Television, và sau đó cũng đã làm giám đốc sản xuất Glee. Trước khi làm việc cho Ryan Murphy, Di Loreto cũng đã trở thành người sáng lập hãng Bill Kenwright Ltd.

## Đời sống riêng tư
Di Loreto đã tốt nghiệp trường University of California, Santa Barbara. Và sau đó đã nhận M.F.A. từ American Film Institute. Hiện anh đang sống tại Los Angeles, California.